# جلو جلو
جلو جلو (به اسپانیایی: Jello Jello) یک کوه در پرو است که در پرو واقع شده‌است. جلو جلو ۵٬۲۲۰ متر بالاتر از سطح دریا واقع شده‌است.